# Carlgrenia
Carlgrenia is een geslacht van zeeanemonen uit de klasse van de Anthozoa (bloemdieren).

## Soort
- Carlgrenia desiderata Stephenson, 1918